# Lochranza
Lochranza (gaèlic escocès: Loch Raonasa) és un llogaret situat a l'illa d'Arran, al Fiord de Clyde, North Ayrshire, Escòcia. La població, una mica en decadència, té al voltant de 200 persones.

## Geografia
Lochranza és la població més situada al nord dels pobles d'Arran i es troba a la cantonada nord-oest de l'illa. El llogaret es troba a la vora del llac Ranza, un petit llac marí. Els Ferries van des d'aquí fins a Claonaig a la part continental. El poble està flanquejat al nord-est pel turó històric Torr Meadhonach.

### Geologia
Lochranza té un centre d'estudi de camp, on les escoles de tot el Regne Unit estudien la geologia interessant de la localitat i la inconformitat de Hutton al nord de Newton Point, on el "pare de la geologia moderna" James Hutton va trobar el seu primer exemple d'un angle inconformitat durant una visita el 1787.

### Clima
Lochranza té la reputació de tenir menys hores de sol de qualsevol poble del Regne Unit, ja que es troba en un glen orientat al nord en una illa amb un nivell de pluja particularment alt. Els carrers no tenen enllumenat públic perquè pugui estar fosc durant els mesos d'hivern.

### Vida silvestre
La zona al voltant del Castell de Lochranza és un lloc privilegiat per observar cérvols, ja que el poble acull una població de cérvol vermella saludable i, a la costa nord, es troben focs grisos durant tot l'any. També es troben a la zona les llúdries i les àligues daurades.

## Economia
Antigament un port pesquer d'arengada, l'economia del poble ara està més orientada cap al turisme després de la reobertura del moll el 2003. El castell de Lochranza és una bona ruïna d'un castell del L-pla del segle xvi, a la carretera del jove Lochranza alberg.
Lochranza és el lloc de la destil·leria Arran, construït el 1995 i que produeix l'Arran Single Malt. La destil·leria és una de les principals indústries de l'illa. El bar de l'Hotel Lochranza, al nord de la destil·leria, té una de les col·leccions més grans de whisky escocès disponibles per la mesura del país: hi ha més de 350 whiskys escocesos diferents.

## Transport
Caledonian MacBrayne opera un servei regular de transbordadors a Claonaig on Kintyre entre març i octubre, i un servei diari de Tarbert a Loch Fyne durant l'hivern. El vaixell habitual d'aquesta ruta és el MV Catriona, que va substituir el MV Loch Tarbert al setembre de 2016.
Es va construir un nou moll el 2003, permetent als vaixells més grans l'accés més fàcil amb la possibilitat de desembarcar els passatgers d'un breu recorregut pel poble. Els vaixells regulars que utilitzen el moll inclouen el vapor de vapor Waverley i el Senyor dels Glens, un petit creuer.

## Cultura
Es diu que una llevadora local va tenir una trobada amb la Reina de les Fades a Lochranza.